# ベレニケ1世

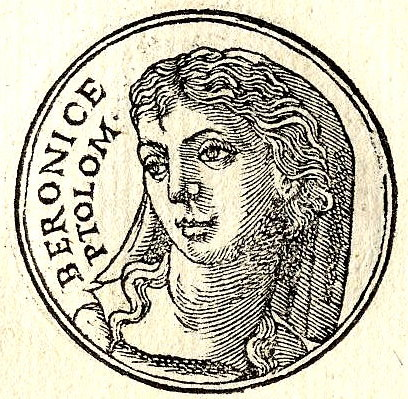
ベレニケ1世

ベレニケ1世（紀元前340年 - 紀元前279年から紀元前268年）は、マケドニア朝ギリシアの貴族であり、プトレマイオス1世と結婚してプトレマイオス朝エジプトで最初の女王となった。

## 家族
もとはEordeaeの生まれである。父はメガス (en) 、母はアンティゴネ (en) という名前が伝わっているが、2人とも地方の貴族で身分が高いわけではなかった。母方の祖父はカッサンドロス (en) という名の貴族で、マケドニアの摂政だったアンティパトロスの弟であったために摂政の家とはつながりを持っていた。

## 最初の結婚
紀元前325年、ベレニケ1世は地方の貴族でありピリッポスという名の軍人と結婚する。プルタルコスのほのめかすところでは、ピリッポスは過去にも結婚しており、すでに子供もいたが、ベレニケ1世とも子をもうけている。息子はキュレネ王マガス、娘はエピロス王ピュロスの妻の1人となるアンティゴネ (en) 、もう1人の娘はシラクサのテオクセニア (en) と呼ばれた。
マガスはアポロの司祭として奉仕していたときに、自身とその父にあてた献詞を残している。またピュロスはベレニケ1世の名前を新たな都市に冠してベレニキスと呼ばせた。

## プトレマイオスとの結婚

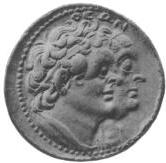
プトレマイオス2世とその母であるベレニケ1世

最初の夫ピリッポスと死別後、ベレニケは、母のいとこであり、プトレマイオス1世の妻であったエウリュディケ（前述のアンティパトロスの娘）の侍女として、子供たちを連れてエジプト中を巡ることになった。このエウリュディケの夫プトレマイオス1世はアレクサンドロス大王に仕える将軍の1人であり、古代エジプトのプトレマイオス朝を創始した人物である。プトレマイオス1世の目にとまったベレニケは、そのまま紀元前317年に結婚する。アルシノエ2世とフィロテラという2人の娘とプトレマイオス2世を2番目の夫との間にもうけた。
時代ははっきりしないが、オリュンピアの時期にベレニケ1世は戦車競走を観覧したという記録もある。彼女の息子プトレマイオス2世は、父に反抗的だった最初の妻エウリュディケとの長子プトレマイオス・ケラウノスよりも目をかけられ、紀元前285年には父の後継者とみなされて共同統治者となった。ベレニケ1世の死後、プトレマイオス2世と後のプトレマイオス4世フィロパトルが勅令を出して先の女王を神格化したという逸話は、テオクリトスの「イディル」にもみられる。また紅海に港が建てられ、ベレニケと名づけられている。

## 関連文献
- ピーター・クレイトン 著、藤沢邦子 訳『古代エジプト ファラオ歴代誌』吉村作治監修、創元社、1999年。ISBN 4422215124。
- Waterfield, Robin (2011) (hardback). Dividing the Spoils - The War for Alexander the Great’s Empire. New York: Oxford University Press. pp. 273 pages.. ISBN 978-0-19-957392-9